# 露丝·汤普森
露丝·艾琳·汤普森（英語：Ruth Irene Tompson，1910年7月22日—2021年10月10日）是美国摄影机技术员、动画制作检查员和超级人瑞。她以在华特迪士尼公司制作动画长片作品而闻名，并于2000年被宣布为迪士尼传奇。

## 人物传记

### 早年境况
露丝·汤普森于1910年7月22日出生在美国缅因州的波特兰市，并在马萨诸塞州的波士顿市长大。1918年11月，8岁的汤普森与家人搬家到了加利福尼亚州的奥克兰市。她在第一次世界大战快结束的时候经历了1918年流感大流行。1924年，汤普森的父母离异，她跟随母亲艾琳娜（Arlene）；艾琳娜随后再嫁给了艺术家约翰·罗伯茨（John Roberts）。然后他们一家人搬到了洛杉矶市，他们的住所与华特·迪士尼的叔叔洛伊·迪士尼在同一个街区。